# Sundbo härad

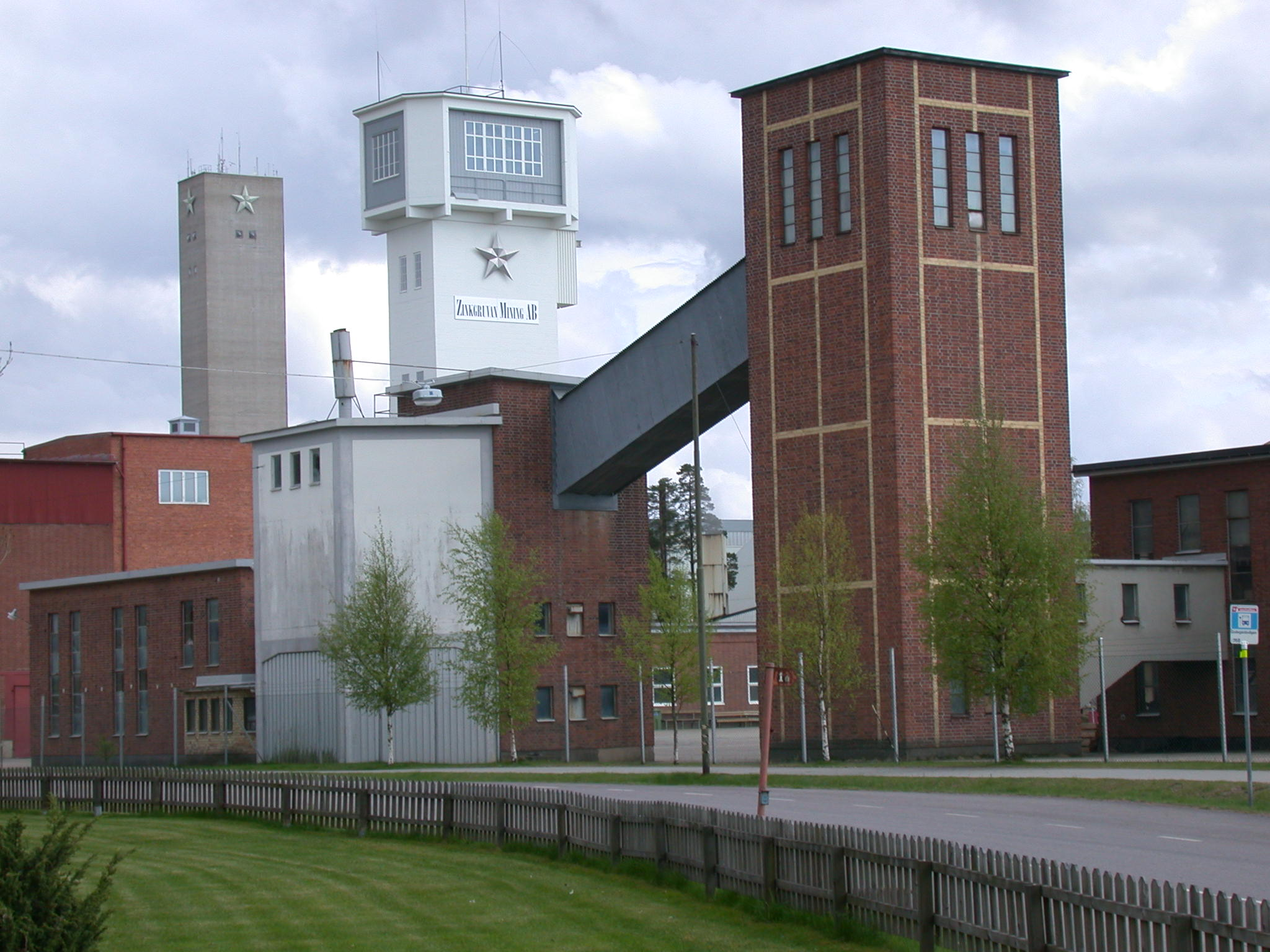
Zinkgruvan

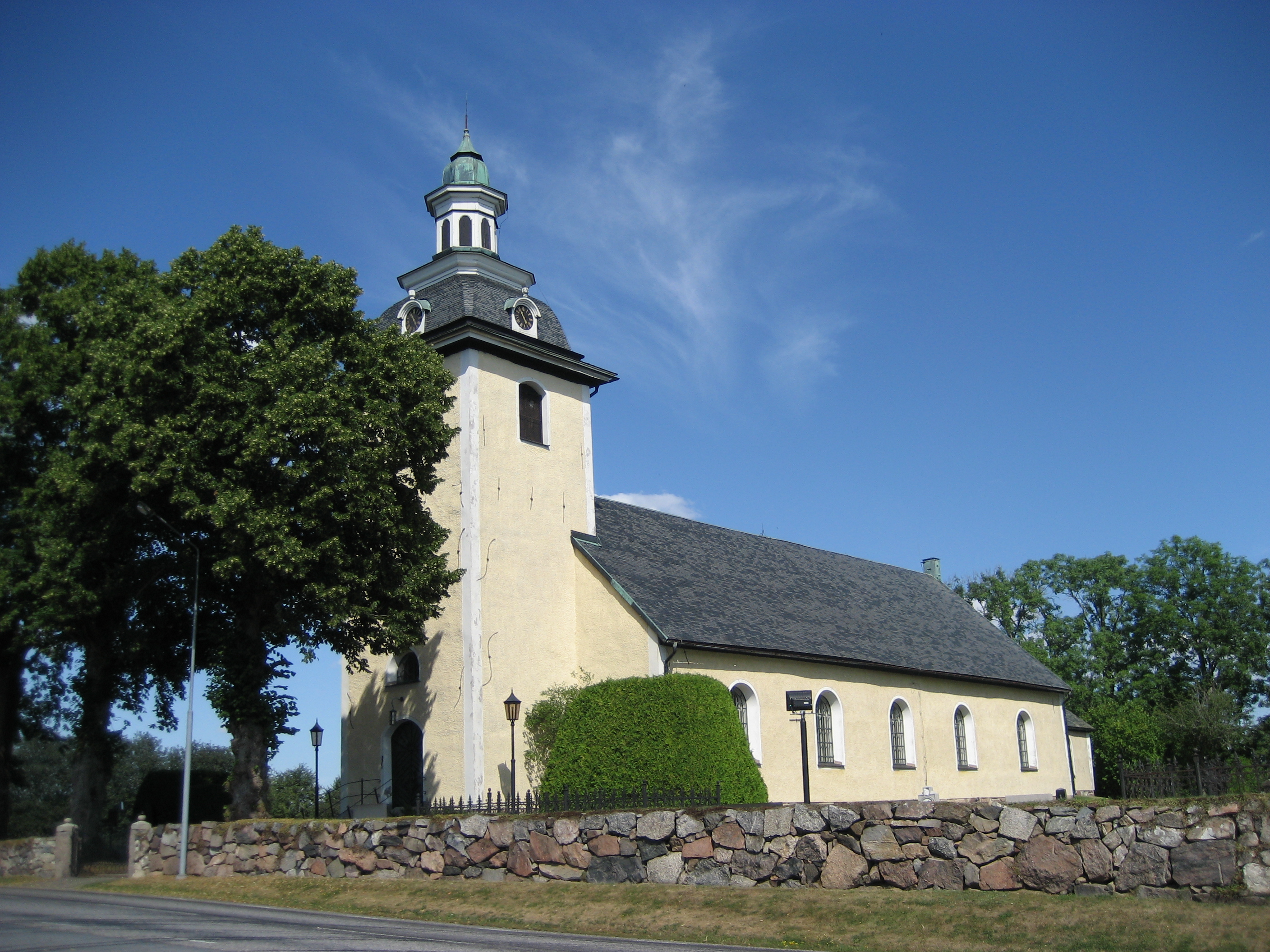
Snavlunda kyrka

Sundbo härad var ett härad i den sydligaste delen av landskapet Närke. Häradet omfattade den södra delen av nuvarande Askersunds kommun i Örebro län. Den totala arealen mätte 573 km² och befolkningen uppgick år 1932 till 9 328 invånare, vilket idag sjunkit till drygt 8 000 invånare inklusive befolkningen i staden. Tingsställe var Askersund.

## Geografi
Sundbo härad var beläget kring det norra hörnet av sjön Vättern och de många sjöar och vikar som finns kring denna. Häradet är landskapets sydligaste och är en del av södra Närkes bergslag. Landskapet är relativt höglänt och inramas i sydväst av Tivedens otillgängliga skogsbygder som sträcker sig ner mot Västergötland och i sydöst av Tylöskogen som avgränsar Närke från Östergötland. I nordsydlig riktning sträcker sig en del åsryggar, bland annat den så kallade Snavlundaåsen. Skogarna dominerar naturen och bland de traditionella näringarna märks förutom skogsbruk även en del järnframställning och boskapsskötsel. Endast i häradets nordligaste delar är marken något jämnare och en del jordbruk förekommer. Till häradet räknades även de i Vättern belägna öarna Stora och Lilla Aspön samt Stora och Lilla Röknen. Sundbo härad gränsade i nordost mot Kumla härad och i nordväst mot Grimstens härad. I sydväst låg Vadsbo härad i nuvarande Västra Götalands län och i sydost Aska härad i Östergötlands län.
Häradet omgav helt Askersunds stad, men saknade i övrigt köpingar eller municipalsamhällen. Förutom Askersund är den största tätorten numera Åmmeberg belägen omkring 53 kilometer söder om Örebro. 

### Socknar
Sundbo härad omfattade tre hela socknar samt en del av Ramundeboda socken. 
I Askersunds kommun
- Hammar
- Askersund
- Snavlunda

Askersunds stad hade egen jurisdiktion, rådhusrätt, till 1948 då den blev en del av Västernärkes domsagas tingslag.

## Historia
Slättbygderna i landskapet Närke befolkades tidigt vilket många fornlämningar vittnar om. Namnet härrör ursprungligen från namnet på dess invånare närkarna. Den första delelen av namnet (När-) anses komma av det första ledet i Norrbyås som tidigare har hetat Närboås. Ordet När är släkt med nar 'tvärslå' och det engelska ordet narrow 'trång'. Till När har Närke och närkar (närkingar) bildats. Under 1300-talet hade landskapet ungefär samma utsträckning som idag, och utgjorde en egen lagsaga med egen lagbok. Någon större befolkning verkar dock inte området närmast Vättern ha haft förrän det kom att koloniseras under medeltiden och blev intressant för järnframställning, och antalet funna fornlämningar är relativt litet. En äldre viktig väg följande Snavlundaåsen förband dock området med Vibybygden i norr, vilket utgjorde centrum i den rika kulturbygden Västernärke. Denna väg var även en del i förbindelselänken mellan Vadstena och Riseberga kloster och kallades därför för Pilgrimsvägen. Häradets nordligaste socken Snavlunda förefaller ha befolkats först och namnet antyder att här skulle legat en förkristen offerplats. Snavlunda kyrka är också häradets äldsta och härrör ursprungligen från 1100-talet. 
Häradets tingsplats var åtminstone sedan 1300-talet platsen där staden Askersund idag är beläget, även om det är oklart om någon fast bebyggelse fanns här innan staden anlades. Platsen låg vid en korsväg och hade ett fördelaktigt läge invid sjön mellan de skyddande skogarna, och fungerade förmodligen delvis även som marknadsplats, inte minst i samband med tingen. Den viktigaste handelsvaran var givetvis järn då trakten är en gammal bruksbygd. I ett brev från år 1550 förordar kung Gustav Vasa att en marknads- och handelsplats skulle anläggas här, och initialt fick köpmännen i Vadstena handelsrättigheter på platsen. Än idag hålls två marknader årligen i staden – en på våren och en på hösten – precis som kungen stipulerat. Askersund fick stadsrättigheter år 1643 i syfte till att bli en smides- och utskeppningsort för lokalt producerat järn. 
Bland häradets bruksorter märks Hammar, Aspa bruk norr om byn Olshammar, Kårberg och Åmmeberg. Den sistnämnda fungerade även som utskeppningshamn för de mineralfyndigheter som gjordes i området under 1800-talet. Vid Zinkgruvan bröts förutom zink även bly, koppar och silver och i Vena även kobolt. Brytningen i gruvorna är än idag betydande. Malmen anrikades och förädlades på plats och fraktades sedan med den för ändamålet avsedda Åmmebergs järnväg (ÅJ) till hamnen för utskeppning. Aspa bruk på andra sidan Vättern är också det alltjämt i funktion, men tillverkar sedan år 1927 istället papper. Bland häradets säterier märks Stjernsunds slott som bildades år 1637, men vars nyantika huvudbyggnad uppfördes år 1785. På andra sidan vattnet från Stjernsund ligger Edö säteri med anor från 1100-talet. Gården ägdes under 1300-talet av Närkes lagman Ulf Gudmarsson (Lejon) och han bör rimligtvis åtminstone bitvis ha bott på gården. Efter hans död tillföll gården hans änka Heliga Birgitta som dock valde klosterlivet framför gården.

## Län, fögderier, domsagor, tingslag och tingsrätter
Häradet hörde till Närkes lagsaga utom under tiden 1570-1639 då det hörde till Östergötlands lagsaga.
Häradet har från 1779 hört till Örebro län, innan dess Närkes och Värmlands län. Församlingarna tillhör(de) Strängnäs stift.
Häradets socknar hörde till följande fögderier:
- 1720-1917 Västernärke fögderi
- 1918-1990 Hallsbergs fögderi

Häradets socknar tillhörde följande domsagor, tingslag och tingsrätter:
- 1608-1927 Sundbo tingslag inom
  - 1680–1809 Edsbergs, Lekebergslagens, Hardemo, Grimstens, Kumla, Sundbo, Sköllersta och Askers häraders (denna samt Sköllersta dock utanför domsagan mellan 1774 och 1783) domsaga kallad Södra Närkes domsaga
  - 1810–1829 Edsbergs, Lekebergslagens, Hardemo, Grimstens, Kumla och Sundbo häraders domsaga kallad Västernärkes domsaga
  - 1830–1854 Karlskoga bergslags, Edsbergs, Lekebergslagens, Hardemo, Grimstens, Sundbo och Kumla häraders domsaga kallad Västernärkes domsaga
  - 1856-1871 Edsbergs, Sundbo, Lekebergslagens, Hardemo, Grimstens och Kumla häraders domsaga kallad Västernärkes domsaga
  - 1872-1927 Västernärkes domsaga (Edsbergs, Sundbo, Hardemo, Grimstens och Kumla härader)
- 1928-1947 Hallsbergs tingslag i Västernärkes domsaga
- 1948-1970 Västernärkes domsagas tingslag i Västernärkes domsaga

- 1971-2001 Hallsbergs tingsrätt och dess domsaga
- 2001- Örebro tingsrätt och dess domsaga